# Barbosella cucullata
Barbosella cucullata, es un especie de orquídea epifita originaria de Sudamérica.

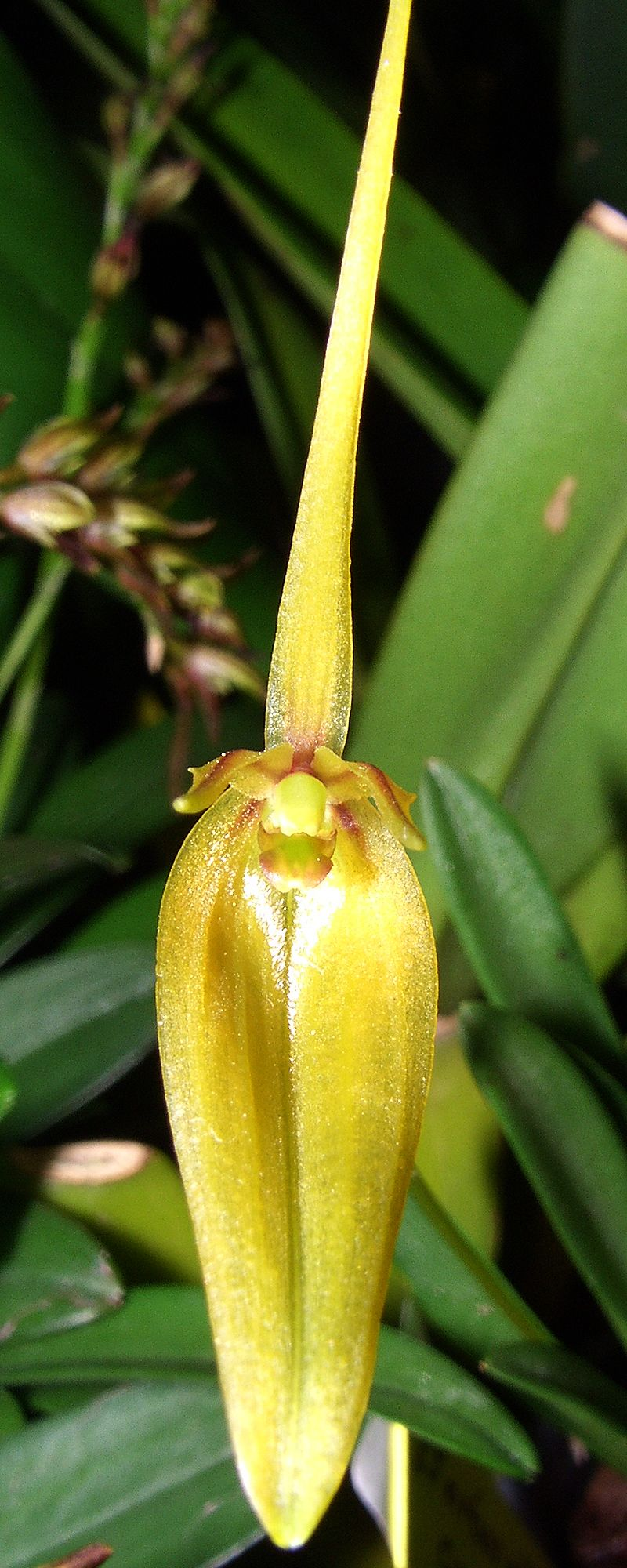
Detalle de la flor

## Descripción
Es una orquídea de pequeño tamaño que prefiere un clima cálido al fresco, con un hábito epífita para litofita. Tiene un tallo corto y lleva una única hoja apical, erecta, carnosa, minuciosamente tridentada apicalmente que es áspera de textura. Florece en una inflorescencia erecta, cilíndrica, de color verde pálido,de 15 cm con la gran flor muy por encima de las hojas que aparece en el invierno, primavera y otoño .

## Distribución
Se encuentra en Venezuela, Colombia, Ecuador, Perú y Bolivia en la densa vegetación a altitudes de 1.400-3450 metros.

## Taxonomía
Barbosella cucullata fue descrita por (Lindl.) Schltr. y publicado en Repertorium Specierum Novarum Regni Vegetabilis 15: 261. 1918.
Etimología
Barbosella: nombre genérico que fue otorgado en honor de João Barbosa Rodrigues, investigador de orquídeas brasileñas.
cucullata: epíteto latino que significa "con tapa".
Sinónimos
- Barbosella longiflora (Kraenzl.) Schltr.
- Barbosella longipes Schltr.
- Barbosella rhynchantha (Rchb.f. & Warsz.) Schltr.
- Barbosella varicosa (Lindl.) Schltr.
- Masdevallia longiflora Kraenzl.
- Pleurothallis angustisegmenta C.Schweinf.
- Pleurothallis rhynchantha (Rchb.f. & Warsz.) L.O.Williams
- Restrepia antennifera var. angustifolia Kraenzl.
- Restrepia cucullata Lindl.
- Restrepia rhynchantha Rchb.f. & Warsz.
- Restrepia varicosa Lindl.[4][5]